# Ihor Mereżko
Ihor Borysowycz Mereżko, ukr. Ігор Борисович Мережко (ur. 30 kwietnia 1998 w Charkowie) – ukraiński hokeista, reprezentant Ukrainy.

## Kariera
- Donbas Donieck (2013-2014)
- RB Hockey Academy U18 (2014/2015)
- EC Salzburg U20 (2014/2015)
- Lethbridge Hurricanes (2015-2019)
- Humo Taszkent (2019-2020)
- Rubin Tiumeń (2020-2022)
- Odense Bulldogs (2022-2023)
- HK Spišská Nová Ves (2023-)

Wychowanek Donbasu Donieck, gdzie grał w zespołach juniorskich, po czym w sezonie 2014/2015 kontynuował karierę w drużynach juniorskich austriackiego klubu EC Red Bull Salzburg (razem z nim do tego czasu występował Wadym Mazur). Następnie w drafcie do kanadyjskich rozgrywek juniorskich CHL z 2015 został wybrany przez klub Lethbridge Hurricanes i w jego barwach grał przez cztery kolejne lata w kanadyjskich rozgrywkach Western Hockey League. Latem 2019 został zawodnikiem uzbeckiej drużyny Humo Taszkent, przyjętej do rosyjskich rozgrywek Wyższej Hokejowej Ligi. W maju 2020 przeszedł do rosyjskiego klubu Rubin Tiumeńw tej samej lidze. Tam rozegrał dwa sezony, a w maju 2022 został zaangażowany przez duński Odense Bulldogs. W maju 2023 ogłoszono jego transfer do słowackiego klubu HK Spišská Nová Ves.
W barwach juniorskich reprezentacji Ukrainy uczestniczył w turniejach mistrzostw świata juniorów do lat 18 edycji 2014, 2015, 2016 (Dywizja IB), mistrzostw świata juniorów do lat 20 edycji 2015 (Dywizja IB). W kadrze seniorskiej uczestniczył w turniejach mistrzostw świata edycji 2019, 2022, 2023, 2024 (Dywizja IB), 2025 (Dywizja IA).

## Sukcesy
Reprezentacyjne
- Awans do MŚ Dywizji I Grupy A: 2024

Klubowe
- Finał Konferencji Wschodniej Western Hockey League: 2017, 2018 z Lethbridge Hurricanes
- Brązowy medal WHL: 2021 z Rubinem Tiumeń
- Puchar Pietrowa: 2022 z Rubinem Tiumeń
- Złoty medal WHL: 2022 z Rubinem Tiumeń

Indywidualne
- Mistrzostwa świata do lat 18 w hokeju na lodzie mężczyzn 2016/I Dywizja#Grupa B:
  - Pierwsze miejsce w klasyfikacji asystentów turnieju: 7 asyst[5]
  - Pierwsze miejsce w klasyfikacji asystentów wśród obrońców turnieju: 7 asyst
  - Pierwsze miejsce w klasyfikacji kanadyjskiej wśród obrońców turnieju: 7 punktów
  - Czwarte miejsce w klasyfikacji +/- turnieju: +7[6]
- Western Hockey League (2016/2017):
  - Piąte miejsce w klasyfikacji asystentów w fazie play-off: 10 asyst[7]
- Mistrzostwa Świata w Hokeju na Lodzie 2022 (I Dywizja)#Grupa B:
  - Pierwsze miejsce w klasyfikacji strzelców wśród obrońców turnieju: 1 gol
  - Pierwsze miejsce w klasyfikacji asystentów wśród obrońców turnieju: 4 asysty
  - Pierwsze miejsce w klasyfikacji kanadyjskiej wśród obrońców turnieju: 5 punktów
  - Najlepszy obrońca turnieju[8]
- Mistrzostwa Świata w Hokeju na Lodzie 2023 (I Dywizja)#Grupa B:
  - Pierwsze miejsce w klasyfikacji asystentów turnieju: 10 asyst[9]
  - Drugie miejsce w klasyfikacji kanadyjskiej turnieju: 13 punktów[10]
  - Drugie miejsce w klasyfikacji +/- turnieju: +7[11]
  - Najlepszy obrońca turnieju[12]
- Mistrzostwa Świata w Hokeju na Lodzie 2024 (I Dywizja)#Grupa B:
  - Czwarte miejsce w klasyfikacji strzelców turnieju: 4 gole[13]
  - Czwarte miejsce w klasyfikacji asystentów turnieju: 5 asyst[14]
  - Drugie miejsce w klasyfikacji kanadyjskiej turnieju: 9 punktów[15]
  - Pierwsze miejsce w klasyfikacji +/- turnieju: +12[16]